# Larikskegelmot
Retinia perangustana is een vlinder uit de familie bladrollers (Tortricidae). De wetenschappelijke naam is voor het eerst geldig gepubliceerd in 1883 door Pieter Snellen.
De soort komt voor in Europa.